# BinckBank Tour 2020
BinckBank Tour 2020 – 16. edycja wyścigu kolarskiego BinckBank Tour, która odbyła się w dniach od 29 września do 3 października 2020. Wyścig był częścią UCI World Tour 2020.
Początkowo wyścig miał odbyć się w dniach od 31 sierpnia do 6 września 2020, jednak, ze względu na pandemię COVID-19, Międzynarodowa Unia Kolarska dokonała znaczących zmian w kalendarzu cyklu UCI World Tour 2020, w wyniku których zmagania w ramach BinckBank Tour zostały przeniesione na okres od 29 września do 3 października 2020.
W związku z zaostrzeniem przez Rząd Holandii w trakcie trwania wyścigu obostrzeń dotyczących organizacji wydarzeń na terenie tego kraju doszło do odwołania 2. etapu, a także zmiany trasy etapów 3. i 4.

## Etapy
| Etap | Data   | Start – Meta                                | type                       | Dystans (km) | Zwycięzca etapu      | Lider                |
| ---- | ------ | ------------------------------------------- | -------------------------- | ------------ | -------------------- | -------------------- |
| 1    | 29 wrz | Blankenberge – Ardooie                      | płaski                     | 132,1        | Jasper Philipsen     | Jasper Philipsen     |
| 2    | 30 wrz | Vlissingen – Vlissingen                     | jazda indywidualna na czas | 11           | etap anulowany       | Jasper Philipsen     |
| 3    | 1 paź  | Aalter – Aalter                             | płaski                     | 157          | Mads Pedersen        | Mads Pedersen        |
| 4    | 2 paź  | Riemst – Riemst                             | jazda indywidualna na czas | 8,14         | Søren Kragh Andersen | Mads Pedersen        |
| 5    | 3 paź  | Ottignies-Louvain-la-Neuve – Geraardsbergen | pagórkowaty                | 185          | Mathieu van der Poel | Mathieu van der Poel |

## Uczestnicy

### Drużyny
| WorldTeams (19)- Jumbo-Visma - CCC Team - Deceuninck-Quick Step - AG2R La Mondiale - Bora-Hansgrohe - Lotto Soudal - Astana - Israel Start-Up Nation - EF Pro Cycling - UAE Team Emirates - Bahrain McLaren - Cofidis - Groupama-FDJ - Mitchelton-Scott - NTT Pro Cycling - Ineos Grenadiers - Team Sunweb - Movistar Team - Trek-Segafredo ProTeams (5)- Alpecin-Fenix - Total Direct Énergie - Circus-Wanty Gobert - Sport Vlaanderen-Baloise - Bingoal-Wallonie Bruxelles |
| |

### Lista startowa
| Jumbo-Visma TJV | Jumbo-Visma TJV             | Jumbo-Visma TJV |
| --------------- | --------------------------- | --------------- |
| Nr              | Kolarz                      | Miejsce         |
| 1               | Mike Teunissen (NED)        | 8.              |
| 2               | Amund Grøndahl Jansen (NOR) | DNS-4           |
| 3               | Bert-Jan Lindeman (NED)     | 78.             |
| 4               | Timo Roosen (NED)           | 61.             |
| 5               | Pascal Eenkhoorn (NED)      | 93.             |
| 6               | Taco van der Hoorn (NED)    | 83.             |
| 7               | Maarten Wynants (BEL)       | 82.             |

| Alpecin-Fenix AFC | Alpecin-Fenix AFC                  | Alpecin-Fenix AFC |
| ----------------- | ---------------------------------- | ----------------- |
| Nr                | Kolarz                             | Miejsce           |
| 11                | Mathieu van der Poel (NED) (szosa) | 1.                |
| 12                | Dries De Bondt (BEL) (szosa)       | 90.               |
| 13                | Tim Merlier (BEL)                  | 27.               |
| 14                | Jonas Rickaert (BEL)               | 20.               |
| 15                | Oscar Riesebeek (NED)              | 67.               |
| 17                | Gianni Vermeersch (BEL)            | 18.               |
| 19                | Senne Leysen (BEL)                 | 39.               |

| CCC Team CCC | CCC Team CCC                   | CCC Team CCC |
| ------------ | ------------------------------ | ------------ |
| Nr           | Kolarz                         | Miejsce      |
| 21           | Guillaume Van Keirsbulck (BEL) | DNF-5        |
| 22           | Patrick Bevin (NZL)            | DNF-5        |
| 23           | Gijs Van Hoecke (BEL)          | 38.          |
| 24           | Nathan Van Hooydonck (BEL)     | 60.          |
| 25           | Jakub Mareczko (ITA)           | DNF-5        |
| 26           | Francisco Ventoso (ESP)        | DNF-5        |
| 27           | Jonas Koch (GER)               | 88.          |

| Deceuninck-Quick Step DQT | Deceuninck-Quick Step DQT    | Deceuninck-Quick Step DQT |
| ------------------------- | ---------------------------- | ------------------------- |
| Nr                        | Kolarz                       | Miejsce                   |
| 31                        | Zdeněk Štybar (CZE)          | 23.                       |
| 32                        | Shane Archbold (NZL) (szosa) | 76.                       |
| 33                        | Yves Lampaert (BEL)          | 4.                        |
| 34                        | Florian Sénéchal (FRA)       | 7.                        |
| 35                        | Stijn Steels (BEL)           | DNS-3                     |
| 36                        | Jannik Steimle (GER)         | 44.                       |
| 37                        | Bert Van Lerberghe (BEL)     | 24.                       |

| AG2R La Mondiale ALM | AG2R La Mondiale ALM    | AG2R La Mondiale ALM |
| -------------------- | ----------------------- | -------------------- |
| Nr                   | Kolarz                  | Miejsce              |
| 41                   | Oliver Naesen (BEL)     | 64.                  |
| 42                   | Silvan Dillier (SUI)    | 26.                  |
| 43                   | Julien Duval (FRA)      | 71.                  |
| 45                   | Alexis Gougeard (FRA)   | DNF-5                |
| 46                   | Lawrence Naesen (BEL)   | 17.                  |
| 47                   | Stijn Vandenbergh (BEL) | 65.                  |
| 50                   | Clément Venturini (FRA) | DNF-5                |

| Bora-Hansgrohe BOH | Bora-Hansgrohe BOH        | Bora-Hansgrohe BOH |
| ------------------ | ------------------------- | ------------------ |
| Nr                 | Kolarz                    | Miejsce            |
| 51                 | Pascal Ackermann (GER)    | DNF-5              |
| 52                 | Marcus Burghardt (GER)    | 46.                |
| 53                 | Jean-Pierre Drucker (LUX) | 11.                |
| 54                 | Martin Laas (EST)         | DNF-5              |
| 55                 | Andreas Schillinger (GER) | DNF-5              |
| 56                 | Michael Schwarzmann (GER) | DNF-5              |
| 57                 | Rüdiger Selig (GER)       | DNF-5              |

| Lotto-Soudal LTS | Lotto-Soudal LTS         | Lotto-Soudal LTS |
| ---------------- | ------------------------ | ---------------- |
| Nr               | Kolarz                   | Miejsce          |
| 61               | Philippe Gilbert (BEL)   | DNS-3            |
| 63               | Nikolas Maes (BEL)       | 29.              |
| 64               | Gerben Thijssen (BEL)    | 77.              |
| 65               | Brian van Goethem (NED)  | 59.              |
| 66               | Florian Vermeersch (BEL) | 9.               |
| 67               | Jelle Wallays (BEL)      | DNF-5            |
| 68               | John Degenkolb (GER)     | 10.              |

| Total Direct Énergie TDE | Total Direct Énergie TDE | Total Direct Énergie TDE |
| ------------------------ | ------------------------ | ------------------------ |
| Nr                       | Kolarz                   | Miejsce                  |
| 71                       | Niki Terpstra (NED)      | 34.                      |
| 72                       | Romain Cardis (FRA)      | 49.                      |
| 73                       | Damien Gaudin (FRA)      | DNF-5                    |
| 74                       | Pim Ligthart (NED)       | 66.                      |
| 75                       | Lorrenzo Manzin (FRA)    | DNF-5                    |
| 76                       | Adrien Petit (FRA)       | 87.                      |
| 77                       | Dries Van Gestel (BEL)   | 45.                      |

| Astana AST | Astana AST               | Astana AST |
| ---------- | ------------------------ | ---------- |
| Nr         | Kolarz                   | Miejsce    |
| 81         | Laurens De Vreese (BEL)  | DNF-5      |
| 83         | Daniił Fominych (KAZ)    | DNF-5      |
| 84         | Jewgienij Gidicz (KAZ)   | DNF-5      |
| 85         | Dmitrij Gruzdiew (KAZ)   | DNF-5      |
| 86         | Davide Martinelli (ITA)  | DNF-5      |
| 88         | Hernando Bohórquez (COL) | DNF-5      |

| Israel Start-Up Nation ISN | Israel Start-Up Nation ISN | Israel Start-Up Nation ISN |
| -------------------------- | -------------------------- | -------------------------- |
| Nr                         | Kolarz                     | Miejsce                    |
| 92                         | Jenthe Biermans (BEL)      | DNS-3                      |
| 93                         | Guillaume Boivin (CAN)     | 84.                        |
| 94                         | Itamar Einhorn (ISR)       | DNF-5                      |
| 95                         | Mihkel Räim (EST)          | DNF-5                      |
| 96                         | Travis McCabe (USA)        | DNF-5                      |
| 97                         | Mads Würtz Schmidt (DEN)   | DNF-5                      |
| 99                         | Nils Politt (GER)          | 19.                        |

| UAE Team Emirates UAD | UAE Team Emirates UAD           | UAE Team Emirates UAD |
| --------------------- | ------------------------------- | --------------------- |
| Nr                    | Kolarz                          | Miejsce               |
| 101                   | Jasper Philipsen (BEL)          | 13.                   |
| 102                   | Sven Erik Bystrøm (NOR) (szosa) | 68.                   |
| 103                   | Alessandro Covi (ITA)           | 54.                   |
| 104                   | Ivo Oliveira (POR) (ITT)        | DNF-5                 |
| 105                   | Rui Oliveira (POR)              | 92.                   |
| 106                   | Tom Bohli (SUI)                 | DNF-5                 |
| 107                   | Alaksandr Rabuszenka (BLR)      | 40.                   |

| EF Pro Cycling EF1 | EF Pro Cycling EF1        | EF Pro Cycling EF1 |
| ------------------ | ------------------------- | ------------------ |
| Nr                 | Kolarz                    | Miejsce            |
| 111                | Sep Vanmarcke (BEL)       | 32.                |
| 112                | Stefan Bissegger (SUI)    | 12.                |
| 113                | Sebastian Langeveld (NED) | 41.                |
| 114                | Logan Owen (USA)          | DNF-5              |
| 115                | Jonas Rutsch (GER)        | 72.                |
| 116                | Thomas Scully (NZL)       | DNF-5              |
| 117                | Julius van den Berg (NED) | 86.                |

| Bahrain McLaren TBM | Bahrain McLaren TBM       | Bahrain McLaren TBM |
| ------------------- | ------------------------- | ------------------- |
| Nr                  | Kolarz                    | Miejsce             |
| 121                 | Mark Cavendish (GBR)      | DNF-5               |
| 122                 | Sonny Colbrelli (ITA)     | 6.                  |
| 123                 | Iván García Cortina (ESP) | 25.                 |
| 124                 | Luka Pibernik (SLO)       | DNF-5               |
| 125                 | Heinrich Haussler (AUS)   | DNS-5               |
| 126                 | Marcel Sieberg (GER)      | DNF-5               |
| 127                 | Fred Wright (GBR)         | DNS-3               |

| Groupama-FDJ GFC | Groupama-FDJ GFC            | Groupama-FDJ GFC |
| ---------------- | --------------------------- | ---------------- |
| Nr               | Kolarz                      | Miejsce          |
| 131              | Stefan Küng (SUI) (ITT)     | 3.               |
| 132              | Alexys Brunel (FRA)         | DNF-3            |
| 133              | Kevin Geniets (LUX) (szosa) | 37.              |
| 136              | Fabian Lienhard (SUI)       | 62.              |
| 137              | Tobias Ludvigsson (SWE)     | 69.              |
| 138              | Léo Vincent (FRA)           | DNF-5            |

| Cofidis COF | Cofidis COF              | Cofidis COF |
| ----------- | ------------------------ | ----------- |
| Nr          | Kolarz                   | Miejsce     |
| 141         | Christophe Laporte (FRA) | 31.         |
| 142         | Dimitri Claeys (BEL)     | 42.         |
| 143         | Cyril Lemoine (FRA)      | 48.         |
| 144         | Emmanuel Morin (FRA)     | DNF-5       |
| 145         | Damien Touzé (FRA)       | DNF-5       |
| 146         | Piet Allegaert (BEL)     | 43.         |
| 147         | Julien Vermote (BEL)     | 50.         |

| Mitchelton-Scott MTS | Mitchelton-Scott MTS       | Mitchelton-Scott MTS |
| -------------------- | -------------------------- | -------------------- |
| Nr                   | Kolarz                     | Miejsce              |
| 151                  | Dion Smith (NZL)           | 57.                  |
| 152                  | Kaden Groves (AUS)         | DNF-5                |
| 153                  | Alexander Konychev (ITA)   | 91.                  |
| 154                  | Luke Durbridge (AUS) (ITT) | 85.                  |
| 155                  | Callum Scotson (AUS)       | 63.                  |
| 156                  | Alexander Edmondson (AUS)  | DNF-5                |
| 157                  | Robert Stannard (AUS)      | 80.                  |

| NTT Pro Cycling NTT | NTT Pro Cycling NTT               | NTT Pro Cycling NTT |
| ------------------- | --------------------------------- | ------------------- |
| Nr                  | Kolarz                            | Miejsce             |
| 162                 | Michael Gogl (AUT)                | 56.                 |
| 163                 | Edvald Boasson Hagen (NOR)        | 58.                 |
| 164                 | Reinardt Janse van Rensburg (RSA) | 36.                 |
| 165                 | Nicholas Dlamini (RSA)            | DNF-5               |
| 166                 | Rasmus Tiller (NOR)               | 94.                 |
| 167                 | Max Walscheid (GER)               | 16.                 |
| 169                 | Jay Robert Thomson (RSA)          | DNF-5               |

| Ineos Grenadiers IGD | Ineos Grenadiers IGD      | Ineos Grenadiers IGD |
| -------------------- | ------------------------- | -------------------- |
| Nr                   | Kolarz                    | Miejsce              |
| 171                  | Christopher Lawless (GBR) | DNF-5                |
| 172                  | Owain Doull (GBR)         | 14.                  |
| 174                  | Christian Knees (GER)     | 55.                  |
| 175                  | Leonardo Basso (ITA)      | 89.                  |
| 176                  | Brandon Rivera (COL)      | 51.                  |
| 177                  | Carlos Rodríguez (ESP)    | 53.                  |

| Circus-Wanty Gobert CWG | Circus-Wanty Gobert CWG    | Circus-Wanty Gobert CWG |
| ----------------------- | -------------------------- | ----------------------- |
| Nr                      | Kolarz                     | Miejsce                 |
| 181                     | Pieter Vanspeybrouck (BEL) | DNF-5                   |
| 182                     | Aimé De Gendt (BEL)        | 81.                     |
| 183                     | Timothy Dupont (BEL)       | DNS-4                   |
| 184                     | Xandro Meurisse (BEL)      | 47.                     |
| 186                     | Danny van Poppel (NED)     | 30.                     |
| 187                     | Andrea Pasqualon (ITA)     | 15.                     |
| 190                     | Wesley Kreder (NED)        | DNF-5                   |

| Team Sunweb SUN | Team Sunweb SUN              | Team Sunweb SUN |
| --------------- | ---------------------------- | --------------- |
| Nr              | Kolarz                       | Miejsce         |
| 191             | Søren Kragh Andersen (DEN)   | 2.              |
| 192             | Nils Eekhoff (NED)           | 70.             |
| 193             | Max Kanter (GER)             | DNF-5           |
| 194             | Asbjørn Kragh Andersen (DEN) | DNS-1           |
| 195             | Alberto Dainese (ITA)        | DNF-5           |
| 196             | Martin Salmon (GER)          | DNF-5           |
| 197             | Jasha Sütterlin (GER)        | 21.             |

| Trek-Segafredo TFS | Trek-Segafredo TFS      | Trek-Segafredo TFS |
| ------------------ | ----------------------- | ------------------ |
| Nr                 | Kolarz                  | Miejsce            |
| 201                | Mads Pedersen (DEN)     | 5.                 |
| 202                | Alex Kirsch (LUX)       | 74.                |
| 203                | Emīls Liepiņš (LAT)     | DNF-5              |
| 204                | Matteo Moschetti (ITA)  | DNF-5              |
| 205                | Ryan Mullen (IRL)       | 73.                |
| 206                | Charlie Quaterman (GBR) | DNF-5              |
| 207                | Koen de Kort (NED)      | DNF-5              |

| Sport Vlaanderen-Baloise SVB | Sport Vlaanderen-Baloise SVB | Sport Vlaanderen-Baloise SVB |
| ---------------------------- | ---------------------------- | ---------------------------- |
| Nr                           | Kolarz                       | Miejsce                      |
| 211                          | Amaury Capiot (BEL)          | 28.                          |
| 212                          | Cédric Beullens (BEL)        | 33.                          |
| 213                          | Sasha Weemaes (BEL)          | DNF-5                        |
| 214                          | Milan Menten (BEL)           | DNF-5                        |
| 216                          | Kenneth Van Rooy (BEL)       | 79.                          |
| 217                          | Thimo Willems (BEL)          | DNS-3                        |
| 219                          | Gilles De Wilde (BEL)        | DNS-3                        |

| Movistar Team MOV | Movistar Team MOV       | Movistar Team MOV |
| ----------------- | ----------------------- | ----------------- |
| Nr                | Kolarz                  | Miejsce           |
| 221               | Jürgen Roelandts (BEL)  | DNF-5             |
| 222               | Johan Jacobs (SUI)      | 22.               |
| 223               | Mathias Norsgaard (DEN) | DNF-5             |
| 224               | Juri Hollmann (GER)     | 35.               |
| 225               | Lluís Mas (ESP)         | DNF-5             |

| Bingoal-Wallonie Bruxelles WVA | Bingoal-Wallonie Bruxelles WVA | Bingoal-Wallonie Bruxelles WVA |
| ------------------------------ | ------------------------------ | ------------------------------ |
| Nr                             | Kolarz                         | Miejsce                        |
| 231                            | Baptiste Planckaert (BEL)      | DNF-5                          |
| 232                            | Aksel Nõmmela (EST)            | DNF-5                          |
| 233                            | Tom Wirtgen (LUX)              | 75.                            |
| 234                            | Ludovic Robeet (BEL)           | 52.                            |
| 235                            | Sean De Bie (BEL)              | DNF-5                          |
| 236                            | Joël Suter (SUI)               | DNF-5                          |
| 237                            | Lionel Taminiaux (BEL)         | DNF-5                          |

| Jumbo-Visma TJV | Jumbo-Visma TJV             | Jumbo-Visma TJV |
| --------------- | --------------------------- | --------------- |
| Nr              | Kolarz                      | Miejsce         |
| 1               | Mike Teunissen (NED)        | 8.              |
| 2               | Amund Grøndahl Jansen (NOR) | DNS-4           |
| 3               | Bert-Jan Lindeman (NED)     | 78.             |
| 4               | Timo Roosen (NED)           | 61.             |
| 5               | Pascal Eenkhoorn (NED)      | 93.             |
| 6               | Taco van der Hoorn (NED)    | 83.             |
| 7               | Maarten Wynants (BEL)       | 82.             |

| Alpecin-Fenix AFC | Alpecin-Fenix AFC                  | Alpecin-Fenix AFC |
| ----------------- | ---------------------------------- | ----------------- |
| Nr                | Kolarz                             | Miejsce           |
| 11                | Mathieu van der Poel (NED) (szosa) | 1.                |
| 12                | Dries De Bondt (BEL) (szosa)       | 90.               |
| 13                | Tim Merlier (BEL)                  | 27.               |
| 14                | Jonas Rickaert (BEL)               | 20.               |
| 15                | Oscar Riesebeek (NED)              | 67.               |
| 17                | Gianni Vermeersch (BEL)            | 18.               |
| 19                | Senne Leysen (BEL)                 | 39.               |

| CCC Team CCC | CCC Team CCC                   | CCC Team CCC |
| ------------ | ------------------------------ | ------------ |
| Nr           | Kolarz                         | Miejsce      |
| 21           | Guillaume Van Keirsbulck (BEL) | DNF-5        |
| 22           | Patrick Bevin (NZL)            | DNF-5        |
| 23           | Gijs Van Hoecke (BEL)          | 38.          |
| 24           | Nathan Van Hooydonck (BEL)     | 60.          |
| 25           | Jakub Mareczko (ITA)           | DNF-5        |
| 26           | Francisco Ventoso (ESP)        | DNF-5        |
| 27           | Jonas Koch (GER)               | 88.          |

| Deceuninck-Quick Step DQT | Deceuninck-Quick Step DQT    | Deceuninck-Quick Step DQT |
| ------------------------- | ---------------------------- | ------------------------- |
| Nr                        | Kolarz                       | Miejsce                   |
| 31                        | Zdeněk Štybar (CZE)          | 23.                       |
| 32                        | Shane Archbold (NZL) (szosa) | 76.                       |
| 33                        | Yves Lampaert (BEL)          | 4.                        |
| 34                        | Florian Sénéchal (FRA)       | 7.                        |
| 35                        | Stijn Steels (BEL)           | DNS-3                     |
| 36                        | Jannik Steimle (GER)         | 44.                       |
| 37                        | Bert Van Lerberghe (BEL)     | 24.                       |

| AG2R La Mondiale ALM | AG2R La Mondiale ALM    | AG2R La Mondiale ALM |
| -------------------- | ----------------------- | -------------------- |
| Nr                   | Kolarz                  | Miejsce              |
| 41                   | Oliver Naesen (BEL)     | 64.                  |
| 42                   | Silvan Dillier (SUI)    | 26.                  |
| 43                   | Julien Duval (FRA)      | 71.                  |
| 45                   | Alexis Gougeard (FRA)   | DNF-5                |
| 46                   | Lawrence Naesen (BEL)   | 17.                  |
| 47                   | Stijn Vandenbergh (BEL) | 65.                  |
| 50                   | Clément Venturini (FRA) | DNF-5                |

| Bora-Hansgrohe BOH | Bora-Hansgrohe BOH        | Bora-Hansgrohe BOH |
| ------------------ | ------------------------- | ------------------ |
| Nr                 | Kolarz                    | Miejsce            |
| 51                 | Pascal Ackermann (GER)    | DNF-5              |
| 52                 | Marcus Burghardt (GER)    | 46.                |
| 53                 | Jean-Pierre Drucker (LUX) | 11.                |
| 54                 | Martin Laas (EST)         | DNF-5              |
| 55                 | Andreas Schillinger (GER) | DNF-5              |
| 56                 | Michael Schwarzmann (GER) | DNF-5              |
| 57                 | Rüdiger Selig (GER)       | DNF-5              |

| Lotto-Soudal LTS | Lotto-Soudal LTS         | Lotto-Soudal LTS |
| ---------------- | ------------------------ | ---------------- |
| Nr               | Kolarz                   | Miejsce          |
| 61               | Philippe Gilbert (BEL)   | DNS-3            |
| 63               | Nikolas Maes (BEL)       | 29.              |
| 64               | Gerben Thijssen (BEL)    | 77.              |
| 65               | Brian van Goethem (NED)  | 59.              |
| 66               | Florian Vermeersch (BEL) | 9.               |
| 67               | Jelle Wallays (BEL)      | DNF-5            |
| 68               | John Degenkolb (GER)     | 10.              |

| Total Direct Énergie TDE | Total Direct Énergie TDE | Total Direct Énergie TDE |
| ------------------------ | ------------------------ | ------------------------ |
| Nr                       | Kolarz                   | Miejsce                  |
| 71                       | Niki Terpstra (NED)      | 34.                      |
| 72                       | Romain Cardis (FRA)      | 49.                      |
| 73                       | Damien Gaudin (FRA)      | DNF-5                    |
| 74                       | Pim Ligthart (NED)       | 66.                      |
| 75                       | Lorrenzo Manzin (FRA)    | DNF-5                    |
| 76                       | Adrien Petit (FRA)       | 87.                      |
| 77                       | Dries Van Gestel (BEL)   | 45.                      |

| Astana AST | Astana AST               | Astana AST |
| ---------- | ------------------------ | ---------- |
| Nr         | Kolarz                   | Miejsce    |
| 81         | Laurens De Vreese (BEL)  | DNF-5      |
| 83         | Daniił Fominych (KAZ)    | DNF-5      |
| 84         | Jewgienij Gidicz (KAZ)   | DNF-5      |
| 85         | Dmitrij Gruzdiew (KAZ)   | DNF-5      |
| 86         | Davide Martinelli (ITA)  | DNF-5      |
| 88         | Hernando Bohórquez (COL) | DNF-5      |

| Israel Start-Up Nation ISN | Israel Start-Up Nation ISN | Israel Start-Up Nation ISN |
| -------------------------- | -------------------------- | -------------------------- |
| Nr                         | Kolarz                     | Miejsce                    |
| 92                         | Jenthe Biermans (BEL)      | DNS-3                      |
| 93                         | Guillaume Boivin (CAN)     | 84.                        |
| 94                         | Itamar Einhorn (ISR)       | DNF-5                      |
| 95                         | Mihkel Räim (EST)          | DNF-5                      |
| 96                         | Travis McCabe (USA)        | DNF-5                      |
| 97                         | Mads Würtz Schmidt (DEN)   | DNF-5                      |
| 99                         | Nils Politt (GER)          | 19.                        |

| UAE Team Emirates UAD | UAE Team Emirates UAD           | UAE Team Emirates UAD |
| --------------------- | ------------------------------- | --------------------- |
| Nr                    | Kolarz                          | Miejsce               |
| 101                   | Jasper Philipsen (BEL)          | 13.                   |
| 102                   | Sven Erik Bystrøm (NOR) (szosa) | 68.                   |
| 103                   | Alessandro Covi (ITA)           | 54.                   |
| 104                   | Ivo Oliveira (POR) (ITT)        | DNF-5                 |
| 105                   | Rui Oliveira (POR)              | 92.                   |
| 106                   | Tom Bohli (SUI)                 | DNF-5                 |
| 107                   | Alaksandr Rabuszenka (BLR)      | 40.                   |

| EF Pro Cycling EF1 | EF Pro Cycling EF1        | EF Pro Cycling EF1 |
| ------------------ | ------------------------- | ------------------ |
| Nr                 | Kolarz                    | Miejsce            |
| 111                | Sep Vanmarcke (BEL)       | 32.                |
| 112                | Stefan Bissegger (SUI)    | 12.                |
| 113                | Sebastian Langeveld (NED) | 41.                |
| 114                | Logan Owen (USA)          | DNF-5              |
| 115                | Jonas Rutsch (GER)        | 72.                |
| 116                | Thomas Scully (NZL)       | DNF-5              |
| 117                | Julius van den Berg (NED) | 86.                |

| Bahrain McLaren TBM | Bahrain McLaren TBM       | Bahrain McLaren TBM |
| ------------------- | ------------------------- | ------------------- |
| Nr                  | Kolarz                    | Miejsce             |
| 121                 | Mark Cavendish (GBR)      | DNF-5               |
| 122                 | Sonny Colbrelli (ITA)     | 6.                  |
| 123                 | Iván García Cortina (ESP) | 25.                 |
| 124                 | Luka Pibernik (SLO)       | DNF-5               |
| 125                 | Heinrich Haussler (AUS)   | DNS-5               |
| 126                 | Marcel Sieberg (GER)      | DNF-5               |
| 127                 | Fred Wright (GBR)         | DNS-3               |

| Groupama-FDJ GFC | Groupama-FDJ GFC            | Groupama-FDJ GFC |
| ---------------- | --------------------------- | ---------------- |
| Nr               | Kolarz                      | Miejsce          |
| 131              | Stefan Küng (SUI) (ITT)     | 3.               |
| 132              | Alexys Brunel (FRA)         | DNF-3            |
| 133              | Kevin Geniets (LUX) (szosa) | 37.              |
| 136              | Fabian Lienhard (SUI)       | 62.              |
| 137              | Tobias Ludvigsson (SWE)     | 69.              |
| 138              | Léo Vincent (FRA)           | DNF-5            |

| Cofidis COF | Cofidis COF              | Cofidis COF |
| ----------- | ------------------------ | ----------- |
| Nr          | Kolarz                   | Miejsce     |
| 141         | Christophe Laporte (FRA) | 31.         |
| 142         | Dimitri Claeys (BEL)     | 42.         |
| 143         | Cyril Lemoine (FRA)      | 48.         |
| 144         | Emmanuel Morin (FRA)     | DNF-5       |
| 145         | Damien Touzé (FRA)       | DNF-5       |
| 146         | Piet Allegaert (BEL)     | 43.         |
| 147         | Julien Vermote (BEL)     | 50.         |

| Mitchelton-Scott MTS | Mitchelton-Scott MTS       | Mitchelton-Scott MTS |
| -------------------- | -------------------------- | -------------------- |
| Nr                   | Kolarz                     | Miejsce              |
| 151                  | Dion Smith (NZL)           | 57.                  |
| 152                  | Kaden Groves (AUS)         | DNF-5                |
| 153                  | Alexander Konychev (ITA)   | 91.                  |
| 154                  | Luke Durbridge (AUS) (ITT) | 85.                  |
| 155                  | Callum Scotson (AUS)       | 63.                  |
| 156                  | Alexander Edmondson (AUS)  | DNF-5                |
| 157                  | Robert Stannard (AUS)      | 80.                  |

| NTT Pro Cycling NTT | NTT Pro Cycling NTT               | NTT Pro Cycling NTT |
| ------------------- | --------------------------------- | ------------------- |
| Nr                  | Kolarz                            | Miejsce             |
| 162                 | Michael Gogl (AUT)                | 56.                 |
| 163                 | Edvald Boasson Hagen (NOR)        | 58.                 |
| 164                 | Reinardt Janse van Rensburg (RSA) | 36.                 |
| 165                 | Nicholas Dlamini (RSA)            | DNF-5               |
| 166                 | Rasmus Tiller (NOR)               | 94.                 |
| 167                 | Max Walscheid (GER)               | 16.                 |
| 169                 | Jay Robert Thomson (RSA)          | DNF-5               |

| Ineos Grenadiers IGD | Ineos Grenadiers IGD      | Ineos Grenadiers IGD |
| -------------------- | ------------------------- | -------------------- |
| Nr                   | Kolarz                    | Miejsce              |
| 171                  | Christopher Lawless (GBR) | DNF-5                |
| 172                  | Owain Doull (GBR)         | 14.                  |
| 174                  | Christian Knees (GER)     | 55.                  |
| 175                  | Leonardo Basso (ITA)      | 89.                  |
| 176                  | Brandon Rivera (COL)      | 51.                  |
| 177                  | Carlos Rodríguez (ESP)    | 53.                  |

| Circus-Wanty Gobert CWG | Circus-Wanty Gobert CWG    | Circus-Wanty Gobert CWG |
| ----------------------- | -------------------------- | ----------------------- |
| Nr                      | Kolarz                     | Miejsce                 |
| 181                     | Pieter Vanspeybrouck (BEL) | DNF-5                   |
| 182                     | Aimé De Gendt (BEL)        | 81.                     |
| 183                     | Timothy Dupont (BEL)       | DNS-4                   |
| 184                     | Xandro Meurisse (BEL)      | 47.                     |
| 186                     | Danny van Poppel (NED)     | 30.                     |
| 187                     | Andrea Pasqualon (ITA)     | 15.                     |
| 190                     | Wesley Kreder (NED)        | DNF-5                   |

| Team Sunweb SUN | Team Sunweb SUN              | Team Sunweb SUN |
| --------------- | ---------------------------- | --------------- |
| Nr              | Kolarz                       | Miejsce         |
| 191             | Søren Kragh Andersen (DEN)   | 2.              |
| 192             | Nils Eekhoff (NED)           | 70.             |
| 193             | Max Kanter (GER)             | DNF-5           |
| 194             | Asbjørn Kragh Andersen (DEN) | DNS-1           |
| 195             | Alberto Dainese (ITA)        | DNF-5           |
| 196             | Martin Salmon (GER)          | DNF-5           |
| 197             | Jasha Sütterlin (GER)        | 21.             |

| Trek-Segafredo TFS | Trek-Segafredo TFS      | Trek-Segafredo TFS |
| ------------------ | ----------------------- | ------------------ |
| Nr                 | Kolarz                  | Miejsce            |
| 201                | Mads Pedersen (DEN)     | 5.                 |
| 202                | Alex Kirsch (LUX)       | 74.                |
| 203                | Emīls Liepiņš (LAT)     | DNF-5              |
| 204                | Matteo Moschetti (ITA)  | DNF-5              |
| 205                | Ryan Mullen (IRL)       | 73.                |
| 206                | Charlie Quaterman (GBR) | DNF-5              |
| 207                | Koen de Kort (NED)      | DNF-5              |

| Sport Vlaanderen-Baloise SVB | Sport Vlaanderen-Baloise SVB | Sport Vlaanderen-Baloise SVB |
| ---------------------------- | ---------------------------- | ---------------------------- |
| Nr                           | Kolarz                       | Miejsce                      |
| 211                          | Amaury Capiot (BEL)          | 28.                          |
| 212                          | Cédric Beullens (BEL)        | 33.                          |
| 213                          | Sasha Weemaes (BEL)          | DNF-5                        |
| 214                          | Milan Menten (BEL)           | DNF-5                        |
| 216                          | Kenneth Van Rooy (BEL)       | 79.                          |
| 217                          | Thimo Willems (BEL)          | DNS-3                        |
| 219                          | Gilles De Wilde (BEL)        | DNS-3                        |

| Movistar Team MOV | Movistar Team MOV       | Movistar Team MOV |
| ----------------- | ----------------------- | ----------------- |
| Nr                | Kolarz                  | Miejsce           |
| 221               | Jürgen Roelandts (BEL)  | DNF-5             |
| 222               | Johan Jacobs (SUI)      | 22.               |
| 223               | Mathias Norsgaard (DEN) | DNF-5             |
| 224               | Juri Hollmann (GER)     | 35.               |
| 225               | Lluís Mas (ESP)         | DNF-5             |

| Bingoal-Wallonie Bruxelles WVA | Bingoal-Wallonie Bruxelles WVA | Bingoal-Wallonie Bruxelles WVA |
| ------------------------------ | ------------------------------ | ------------------------------ |
| Nr                             | Kolarz                         | Miejsce                        |
| 231                            | Baptiste Planckaert (BEL)      | DNF-5                          |
| 232                            | Aksel Nõmmela (EST)            | DNF-5                          |
| 233                            | Tom Wirtgen (LUX)              | 75.                            |
| 234                            | Ludovic Robeet (BEL)           | 52.                            |
| 235                            | Sean De Bie (BEL)              | DNF-5                          |
| 236                            | Joël Suter (SUI)               | DNF-5                          |
| 237                            | Lionel Taminiaux (BEL)         | DNF-5                          |

Legenda: DNF – nie ukończył etapu, OTL – przekroczył limit czasu, DNS – nie wystartował do etapu, DSQ – zdyskwalifikowany. Numer przy skrócie oznacza etap, na którym kolarz opuścił wyścig.

## Wyniki etapów

### Etap 1
| \| Klasyfikacja etapu \| Klasyfikacja etapu \| Klasyfikacja etapu \| Klasyfikacja etapu \| Klasyfikacja etapu \| \| Kolarz \| Kolarz \| Państwo \| Drużyna \| Czas \| \| ------------------ \| -------------------- \| ------------------ \| -------------------- \| ------------------ \| \| 1. \| Jasper Philipsen \| Belgia \| UAE Team Emirates \| 2h 59' 26" \| \| 2. \| Mads Pedersen \| Dania \| Trek-Segafredo \| + 0" \| \| 3. \| Pascal Ackermann \| Niemcy \| Bora-Hansgrohe \| + 0" \| \| 4. \| Danny van Poppel \| Holandia \| Circus-Wanty Gobert \| + 0" \| \| 5. \| Stefan Bissegger \| Szwajcaria \| EF Pro Cycling \| + 0" \| \| 6. \| Alberto Dainese \| Włochy \| Team Sunweb \| + 0" \| \| 7. \| Nils Eekhoff \| Holandia \| Team Sunweb \| + 0" \| \| 8. \| Lorrenzo Manzin \| Francja \| Total Direct Énergie \| + 0" \| \| 9. \| Mathieu van der Poel \| Holandia \| Alpecin-Fenix \| + 0" \| \| 10. \| Tim Merlier \| Belgia \| Alpecin-Fenix \| + 0" \| |                      |            |                      |            |
| |                      |            |                      |            |
| Źródło: ProCyclingStats |                      |            |                      |            |
| Klasyfikacja etapu |                      |            |                      |            |
| Kolarz | Kolarz               | Państwo    | Drużyna              | Czas       |
| 1. | Jasper Philipsen     | Belgia     | UAE Team Emirates    | 2h 59' 26" |
| 2. | Mads Pedersen        | Dania      | Trek-Segafredo       | + 0"       |
| 3. | Pascal Ackermann     | Niemcy     | Bora-Hansgrohe       | + 0"       |
| 4. | Danny van Poppel     | Holandia   | Circus-Wanty Gobert  | + 0"       |
| 5. | Stefan Bissegger     | Szwajcaria | EF Pro Cycling       | + 0"       |
| 6. | Alberto Dainese      | Włochy     | Team Sunweb          | + 0"       |
| 7. | Nils Eekhoff         | Holandia   | Team Sunweb          | + 0"       |
| 8. | Lorrenzo Manzin      | Francja    | Total Direct Énergie | + 0"       |
| 9. | Mathieu van der Poel | Holandia   | Alpecin-Fenix        | + 0"       |
| 10. | Tim Merlier          | Belgia     | Alpecin-Fenix        | + 0"       |

| \| Klasyfikacja generalna \| Klasyfikacja generalna \| Klasyfikacja generalna \| Klasyfikacja generalna \| Klasyfikacja generalna \| \| Kolarz \| Kolarz \| Państwo \| Drużyna \| Czas \| \| ---------------------- \| ---------------------- \| ---------------------- \| ---------------------- \| ---------------------- \| \| 1. \| Jasper Philipsen \| Belgia \| UAE Team Emirates \| 2h 59' 16" \| \| 2. \| Mads Pedersen \| Dania \| Trek-Segafredo \| + 4" \| \| 3. \| Mike Teunissen \| Holandia \| Jumbo-Visma \| + 5" \| \| 4. \| Pascal Ackermann \| Niemcy \| Bora-Hansgrohe \| + 6" \| \| 5. \| Mathieu van der Poel \| Holandia \| Alpecin-Fenix \| + 7" \| \| 6. \| Yves Lampaert \| Belgia \| Deceuninck-Quick Step \| + 7" \| \| 7. \| Mark Cavendish \| Wielka Brytania \| Bahrain McLaren \| + 9" \| \| 8. \| Danny van Poppel \| Holandia \| Circus-Wanty Gobert \| + 10" \| \| 9. \| Stefan Bissegger \| Szwajcaria \| EF Pro Cycling \| + 10" \| \| 10. \| Alberto Dainese \| Włochy \| Team Sunweb \| + 10" \| |                      |                 |                       |            |
| |                      |                 |                       |            |
| Źródło: ProCyclingStats |                      |                 |                       |            |
| Klasyfikacja generalna |                      |                 |                       |            |
| Kolarz | Kolarz               | Państwo         | Drużyna               | Czas       |
| 1. | Jasper Philipsen     | Belgia          | UAE Team Emirates     | 2h 59' 16" |
| 2. | Mads Pedersen        | Dania           | Trek-Segafredo        | + 4"       |
| 3. | Mike Teunissen       | Holandia        | Jumbo-Visma           | + 5"       |
| 4. | Pascal Ackermann     | Niemcy          | Bora-Hansgrohe        | + 6"       |
| 5. | Mathieu van der Poel | Holandia        | Alpecin-Fenix         | + 7"       |
| 6. | Yves Lampaert        | Belgia          | Deceuninck-Quick Step | + 7"       |
| 7. | Mark Cavendish       | Wielka Brytania | Bahrain McLaren       | + 9"       |
| 8. | Danny van Poppel     | Holandia        | Circus-Wanty Gobert   | + 10"      |
| 9. | Stefan Bissegger     | Szwajcaria      | EF Pro Cycling        | + 10"      |
| 10. | Alberto Dainese      | Włochy          | Team Sunweb           | + 10"      |

### Etap 2
Drugi etap BinckBank Tour 2020 został odwołany ze względu na zaostrzenie przez Rząd Holandii w trakcie trwania wyścigu obostrzeń dotyczących organizacji wydarzeń na terenie tego kraju i zbyt krótki czas od ogłoszenia decyzji holenderskiego rządu, który uniemożliwił organizatorom BinckBank Tour 2020 zmianę trasy 2. etapu.

### Etap 3
| \| Klasyfikacja etapu \| Klasyfikacja etapu \| Klasyfikacja etapu \| Klasyfikacja etapu \| Klasyfikacja etapu \| \| Kolarz \| Kolarz \| Państwo \| Drużyna \| Czas \| \| ------------------ \| ------------------ \| ------------------ \| --------------------- \| ------------------ \| \| 1. \| Mads Pedersen \| Dania \| Trek-Segafredo \| 3h 26' 11" \| \| 2. \| Jasper Philipsen \| Belgia \| UAE Team Emirates \| + 0" \| \| 3. \| Pascal Ackermann \| Niemcy \| Bora-Hansgrohe \| + 0" \| \| 4. \| Danny van Poppel \| Holandia \| Circus-Wanty Gobert \| + 0" \| \| 5. \| Tim Merlier \| Belgia \| Alpecin-Fenix \| + 0" \| \| 6. \| Zdeněk Štybar \| Czechy \| Deceuninck-Quick Step \| + 0" \| \| 7. \| Christophe Laporte \| Francja \| Cofidis \| + 0" \| \| 8. \| Florian Sénéchal \| Francja \| Deceuninck-Quick Step \| + 0" \| \| 9. \| Lorrenzo Manzin \| Francja \| Total Direct Énergie \| + 0" \| \| 10. \| Sep Vanmarcke \| Belgia \| EF Pro Cycling \| + 0" \| |                    |          |                       |            |
| |                    |          |                       |            |
| Źródło: ProCyclingStats |                    |          |                       |            |
| Klasyfikacja etapu |                    |          |                       |            |
| Kolarz | Kolarz             | Państwo  | Drużyna               | Czas       |
| 1. | Mads Pedersen      | Dania    | Trek-Segafredo        | 3h 26' 11" |
| 2. | Jasper Philipsen   | Belgia   | UAE Team Emirates     | + 0"       |
| 3. | Pascal Ackermann   | Niemcy   | Bora-Hansgrohe        | + 0"       |
| 4. | Danny van Poppel   | Holandia | Circus-Wanty Gobert   | + 0"       |
| 5. | Tim Merlier        | Belgia   | Alpecin-Fenix         | + 0"       |
| 6. | Zdeněk Štybar      | Czechy   | Deceuninck-Quick Step | + 0"       |
| 7. | Christophe Laporte | Francja  | Cofidis               | + 0"       |
| 8. | Florian Sénéchal   | Francja  | Deceuninck-Quick Step | + 0"       |
| 9. | Lorrenzo Manzin    | Francja  | Total Direct Énergie  | + 0"       |
| 10. | Sep Vanmarcke      | Belgia   | EF Pro Cycling        | + 0"       |

| \| Klasyfikacja generalna \| Klasyfikacja generalna \| Klasyfikacja generalna \| Klasyfikacja generalna \| Klasyfikacja generalna \| \| Kolarz \| Kolarz \| Państwo \| Drużyna \| Czas \| \| ---------------------- \| ---------------------- \| ---------------------- \| ---------------------- \| ---------------------- \| \| 1. \| Mads Pedersen \| Dania \| Trek-Segafredo \| 6h 25' 21" \| \| 2. \| Jasper Philipsen \| Belgia \| UAE Team Emirates \| + 0" \| \| 3. \| Jonas Rickaert \| Belgia \| Alpecin-Fenix \| + 7" \| \| 4. \| Pascal Ackermann \| Niemcy \| Bora-Hansgrohe \| + 8" \| \| 5. \| Mike Teunissen \| Holandia \| Jumbo-Visma \| + 11" \| \| 6. \| Mathieu van der Poel \| Holandia \| Alpecin-Fenix \| + 13" \| \| 7. \| Yves Lampaert \| Belgia \| Deceuninck-Quick Step \| + 13" \| \| 8. \| Danny van Poppel \| Holandia \| Circus-Wanty Gobert \| + 16" \| \| 9. \| Tim Merlier \| Belgia \| Alpecin-Fenix \| + 16" \| \| 10. \| Lorrenzo Manzin \| Francja \| Total Direct Énergie \| + 16" \| |                      |          |                       |            |
| |                      |          |                       |            |
| Źródło: ProCyclingStats |                      |          |                       |            |
| Klasyfikacja generalna |                      |          |                       |            |
| Kolarz | Kolarz               | Państwo  | Drużyna               | Czas       |
| 1. | Mads Pedersen        | Dania    | Trek-Segafredo        | 6h 25' 21" |
| 2. | Jasper Philipsen     | Belgia   | UAE Team Emirates     | + 0"       |
| 3. | Jonas Rickaert       | Belgia   | Alpecin-Fenix         | + 7"       |
| 4. | Pascal Ackermann     | Niemcy   | Bora-Hansgrohe        | + 8"       |
| 5. | Mike Teunissen       | Holandia | Jumbo-Visma           | + 11"      |
| 6. | Mathieu van der Poel | Holandia | Alpecin-Fenix         | + 13"      |
| 7. | Yves Lampaert        | Belgia   | Deceuninck-Quick Step | + 13"      |
| 8. | Danny van Poppel     | Holandia | Circus-Wanty Gobert   | + 16"      |
| 9. | Tim Merlier          | Belgia   | Alpecin-Fenix         | + 16"      |
| 10. | Lorrenzo Manzin      | Francja  | Total Direct Énergie  | + 16"      |

### Etap 4
| \| Klasyfikacja etapu \| Klasyfikacja etapu \| Klasyfikacja etapu \| Klasyfikacja etapu \| Klasyfikacja etapu \| \| Kolarz \| Kolarz \| Państwo \| Drużyna \| Czas \| \| ------------------ \| -------------------- \| ------------------ \| --------------------- \| ------------------ \| \| 1. \| Søren Kragh Andersen \| Dania \| Team Sunweb \| 9' 59" \| \| 2. \| Stefan Küng \| Szwajcaria \| Groupama-FDJ \| + 6" \| \| 3. \| Stefan Bissegger \| Szwajcaria \| EF Pro Cycling \| + 7" \| \| 4. \| Mads Pedersen \| Dania \| Trek-Segafredo \| + 8" \| \| 5. \| Mathieu van der Poel \| Holandia \| Alpecin-Fenix \| + 12" \| \| 6. \| Jasha Sütterlin \| Niemcy \| Team Sunweb \| + 16" \| \| 7. \| Jannik Steimle \| Niemcy \| Deceuninck-Quick Step \| + 18" \| \| 8. \| Yves Lampaert \| Belgia \| Deceuninck-Quick Step \| + 20" \| \| 9. \| Max Walscheid \| Niemcy \| NTT Pro Cycling \| + 21" \| \| 10. \| Christophe Laporte \| Francja \| Cofidis \| + 21" \| |                      |            |                       |        |
| |                      |            |                       |        |
| Źródło: ProCyclingStats |                      |            |                       |        |
| Klasyfikacja etapu |                      |            |                       |        |
| Kolarz | Kolarz               | Państwo    | Drużyna               | Czas   |
| 1. | Søren Kragh Andersen | Dania      | Team Sunweb           | 9' 59" |
| 2. | Stefan Küng          | Szwajcaria | Groupama-FDJ          | + 6"   |
| 3. | Stefan Bissegger     | Szwajcaria | EF Pro Cycling        | + 7"   |
| 4. | Mads Pedersen        | Dania      | Trek-Segafredo        | + 8"   |
| 5. | Mathieu van der Poel | Holandia   | Alpecin-Fenix         | + 12"  |
| 6. | Jasha Sütterlin      | Niemcy     | Team Sunweb           | + 16"  |
| 7. | Jannik Steimle       | Niemcy     | Deceuninck-Quick Step | + 18"  |
| 8. | Yves Lampaert        | Belgia     | Deceuninck-Quick Step | + 20"  |
| 9. | Max Walscheid        | Niemcy     | NTT Pro Cycling       | + 21"  |
| 10. | Christophe Laporte   | Francja    | Cofidis               | + 21"  |

| \| Klasyfikacja generalna \| Klasyfikacja generalna \| Klasyfikacja generalna \| Klasyfikacja generalna \| Klasyfikacja generalna \| \| Kolarz \| Kolarz \| Państwo \| Drużyna \| Czas \| \| ---------------------- \| ---------------------- \| ---------------------- \| ---------------------- \| ---------------------- \| \| 1. \| Mads Pedersen \| Dania \| Trek-Segafredo \| 6h 35' 31" \| \| 2. \| Søren Kragh Andersen \| Dania \| Team Sunweb \| + 7" \| \| 3. \| Stefan Küng \| Szwajcaria \| Groupama-FDJ \| + 13" \| \| 4. \| Stefan Bissegger \| Szwajcaria \| EF Pro Cycling \| + 14" \| \| 5. \| Mathieu van der Poel \| Holandia \| Alpecin-Fenix \| + 17" \| \| 6. \| Jasper Philipsen \| Belgia \| UAE Team Emirates \| + 19" \| \| 7. \| Yves Lampaert \| Belgia \| Deceuninck-Quick Step \| + 24" \| \| 8. \| Max Walscheid \| Niemcy \| NTT Pro Cycling \| + 28" \| \| 9. \| Mike Teunissen \| Holandia \| Jumbo-Visma \| + 30" \| \| 10. \| Florian Sénéchal \| Francja \| Deceuninck-Quick Step \| + 31" \| |                      |            |                       |            |
| |                      |            |                       |            |
| Źródło: ProCyclingStats |                      |            |                       |            |
| Klasyfikacja generalna |                      |            |                       |            |
| Kolarz | Kolarz               | Państwo    | Drużyna               | Czas       |
| 1. | Mads Pedersen        | Dania      | Trek-Segafredo        | 6h 35' 31" |
| 2. | Søren Kragh Andersen | Dania      | Team Sunweb           | + 7"       |
| 3. | Stefan Küng          | Szwajcaria | Groupama-FDJ          | + 13"      |
| 4. | Stefan Bissegger     | Szwajcaria | EF Pro Cycling        | + 14"      |
| 5. | Mathieu van der Poel | Holandia   | Alpecin-Fenix         | + 17"      |
| 6. | Jasper Philipsen     | Belgia     | UAE Team Emirates     | + 19"      |
| 7. | Yves Lampaert        | Belgia     | Deceuninck-Quick Step | + 24"      |
| 8. | Max Walscheid        | Niemcy     | NTT Pro Cycling       | + 28"      |
| 9. | Mike Teunissen       | Holandia   | Jumbo-Visma           | + 30"      |
| 10. | Florian Sénéchal     | Francja    | Deceuninck-Quick Step | + 31"      |

### Etap 5
| \| Klasyfikacja etapu \| Klasyfikacja etapu \| Klasyfikacja etapu \| Klasyfikacja etapu \| Klasyfikacja etapu \| \| Kolarz \| Kolarz \| Państwo \| Drużyna \| Czas \| \| ------------------ \| -------------------- \| ------------------ \| --------------------- \| ------------------ \| \| 1. \| Mathieu van der Poel \| Holandia \| Alpecin-Fenix \| 4h 07' 39" \| \| 2. \| Oliver Naesen \| Belgia \| AG2R La Mondiale \| + 4" \| \| 3. \| Sonny Colbrelli \| Włochy \| Bahrain McLaren \| + 4" \| \| 4. \| Søren Kragh Andersen \| Dania \| Team Sunweb \| + 4" \| \| 5. \| Stefan Küng \| Szwajcaria \| Groupama-FDJ \| + 8" \| \| 6. \| Dimitri Claeys \| Belgia \| Cofidis \| + 47" \| \| 7. \| Yves Lampaert \| Belgia \| Deceuninck-Quick Step \| + 50" \| \| 8. \| Iván García Cortina \| Hiszpania \| Bahrain McLaren \| + 1' 08" \| \| 9. \| Jean-Pierre Drucker \| Luksemburg \| Bora-Hansgrohe \| + 1' 12" \| \| 10. \| Florian Sénéchal \| Francja \| Deceuninck-Quick Step \| + 1' 12" \| |                      |            |                       |            |
| |                      |            |                       |            |
| Źródło: ProCyclingStats |                      |            |                       |            |
| Klasyfikacja etapu |                      |            |                       |            |
| Kolarz | Kolarz               | Państwo    | Drużyna               | Czas       |
| 1. | Mathieu van der Poel | Holandia   | Alpecin-Fenix         | 4h 07' 39" |
| 2. | Oliver Naesen        | Belgia     | AG2R La Mondiale      | + 4"       |
| 3. | Sonny Colbrelli      | Włochy     | Bahrain McLaren       | + 4"       |
| 4. | Søren Kragh Andersen | Dania      | Team Sunweb           | + 4"       |
| 5. | Stefan Küng          | Szwajcaria | Groupama-FDJ          | + 8"       |
| 6. | Dimitri Claeys       | Belgia     | Cofidis               | + 47"      |
| 7. | Yves Lampaert        | Belgia     | Deceuninck-Quick Step | + 50"      |
| 8. | Iván García Cortina  | Hiszpania  | Bahrain McLaren       | + 1' 08"   |
| 9. | Jean-Pierre Drucker  | Luksemburg | Bora-Hansgrohe        | + 1' 12"   |
| 10. | Florian Sénéchal     | Francja    | Deceuninck-Quick Step | + 1' 12"   |

## Klasyfikacje

### Klasyfikacja generalna
| \| Klasyfikacja generalna \| Klasyfikacja generalna \| Klasyfikacja generalna \| Klasyfikacja generalna \| Klasyfikacja generalna \| \| Kolarz \| Kolarz \| Państwo \| Drużyna \| Czas \| \| ---------------------- \| ---------------------- \| ---------------------- \| ---------------------- \| ---------------------- \| \| 1. \| Mathieu van der Poel \| Holandia \| Alpecin-Fenix \| 10h 43' 08" \| \| 2. \| Søren Kragh Andersen \| Dania \| Team Sunweb \| + 8" \| \| 3. \| Stefan Küng \| Szwajcaria \| Groupama-FDJ \| + 23" \| \| 4. \| Yves Lampaert \| Belgia \| Deceuninck-Quick Step \| + 1' 16" \| \| 5. \| Mads Pedersen \| Dania \| Trek-Segafredo \| + 1' 21" \| \| 6. \| Sonny Colbrelli \| Włochy \| Bahrain McLaren \| + 1' 42" \| \| 7. \| Florian Sénéchal \| Francja \| Deceuninck-Quick Step \| + 1' 45" \| \| 8. \| Mike Teunissen \| Holandia \| Jumbo-Visma \| + 1' 49" \| \| 9. \| Florian Vermeersch \| Belgia \| Lotto-Soudal \| + 1' 59" \| \| 10. \| John Degenkolb \| Niemcy \| Lotto-Soudal \| + 2' 02" \| |                      |            |                       |             |
| |                      |            |                       |             |
| Źródło: ProCyclingStats |                      |            |                       |             |
| Klasyfikacja generalna |                      |            |                       |             |
| Kolarz | Kolarz               | Państwo    | Drużyna               | Czas        |
| 1. | Mathieu van der Poel | Holandia   | Alpecin-Fenix         | 10h 43' 08" |
| 2. | Søren Kragh Andersen | Dania      | Team Sunweb           | + 8"        |
| 3. | Stefan Küng          | Szwajcaria | Groupama-FDJ          | + 23"       |
| 4. | Yves Lampaert        | Belgia     | Deceuninck-Quick Step | + 1' 16"    |
| 5. | Mads Pedersen        | Dania      | Trek-Segafredo        | + 1' 21"    |
| 6. | Sonny Colbrelli      | Włochy     | Bahrain McLaren       | + 1' 42"    |
| 7. | Florian Sénéchal     | Francja    | Deceuninck-Quick Step | + 1' 45"    |
| 8. | Mike Teunissen       | Holandia   | Jumbo-Visma           | + 1' 49"    |
| 9. | Florian Vermeersch   | Belgia     | Lotto-Soudal          | + 1' 59"    |
| 10. | John Degenkolb       | Niemcy     | Lotto-Soudal          | + 2' 02"    |

| Klasyfikacja punktowa | Klasyfikacja punktowa | Klasyfikacja punktowa | Klasyfikacja punktowa | Klasyfikacja punktowa |
| Kolarz                | Kolarz                | Państwo               | Drużyna               | Punkty                |
| --------------------- | --------------------- | --------------------- | --------------------- | --------------------- |
| 1.                    | Mads Pedersen         | Dania                 | Trek-Segafredo        | 55 pkt                |
| 2.                    | Jasper Philipsen      | Belgia                | UAE Team Emirates     | 55 pkt                |
| 3.                    | Mathieu van der Poel  | Holandia              | Alpecin-Fenix         | 41 pkt                |
| 4.                    | Danny van Poppel      | Holandia              | Circus-Wanty Gobert   | 38 pkt                |
| 5.                    | Tim Merlier           | Belgia                | Alpecin-Fenix         | 27 pkt                |
| 6.                    | Oliver Naesen         | Belgia                | AG2R La Mondiale      | 25 pkt                |
| 7.                    | Florian Sénéchal      | Francja               | Deceuninck-Quick Step | 22 pkt                |
| 8.                    | Sonny Colbrelli       | Włochy                | Bahrain McLaren       | 22 pkt                |
| 9.                    | Søren Kragh Andersen  | Dania                 | Team Sunweb           | 19 pkt                |
| 10.                   | Stefan Küng           | Szwajcaria            | Groupama-FDJ          | 17 pkt                |

| Klasyfikacja punktowa | Klasyfikacja punktowa | Klasyfikacja punktowa | Klasyfikacja punktowa | Klasyfikacja punktowa |
| Kolarz                | Kolarz                | Państwo               | Drużyna               | Punkty                |
| --------------------- | --------------------- | --------------------- | --------------------- | --------------------- |
| 1.                    | Mads Pedersen         | Dania                 | Trek-Segafredo        | 55 pkt                |
| 2.                    | Jasper Philipsen      | Belgia                | UAE Team Emirates     | 55 pkt                |
| 3.                    | Mathieu van der Poel  | Holandia              | Alpecin-Fenix         | 41 pkt                |
| 4.                    | Danny van Poppel      | Holandia              | Circus-Wanty Gobert   | 38 pkt                |
| 5.                    | Tim Merlier           | Belgia                | Alpecin-Fenix         | 27 pkt                |
| 6.                    | Oliver Naesen         | Belgia                | AG2R La Mondiale      | 25 pkt                |
| 7.                    | Florian Sénéchal      | Francja               | Deceuninck-Quick Step | 22 pkt                |
| 8.                    | Sonny Colbrelli       | Włochy                | Bahrain McLaren       | 22 pkt                |
| 9.                    | Søren Kragh Andersen  | Dania                 | Team Sunweb           | 19 pkt                |
| 10.                   | Stefan Küng           | Szwajcaria            | Groupama-FDJ          | 17 pkt                |

| Klasyfikacja drużynowa | Klasyfikacja drużynowa | Klasyfikacja drużynowa       | Klasyfikacja drużynowa |
| Drużyna                | Drużyna                | Państwo                      | Czas                   |
| ---------------------- | ---------------------- | ---------------------------- | ---------------------- |
| 1.                     | Alpecin-Fenix          | Belgia                       | 32h 14' 44"            |
| 2.                     | Deceuninck-Quick Step  | Belgia                       | + 15"                  |
| 3.                     | AG2R La Mondiale       | Francja                      | + 1' 09"               |
| 4.                     | Lotto-Soudal           | Belgia                       | + 1' 31"               |
| 5.                     | Circus-Wanty Gobert    | Belgia                       | + 2' 12"               |
| 6.                     | Groupama-FDJ           | Francja                      | + 3' 23"               |
| 7.                     | Cofidis                | Francja                      | + 3' 34"               |
| 8.                     | EF Pro Cycling         | Stany Zjednoczone            | + 3' 49"               |
| 9.                     | Ineos Grenadiers       | Wielka Brytania              | + 4' 15"               |
| 10.                    | UAE Team Emirates      | Zjednoczone Emiraty Arabskie | + 4' 54"               |

| Klasyfikacja drużynowa | Klasyfikacja drużynowa | Klasyfikacja drużynowa       | Klasyfikacja drużynowa |
| Drużyna                | Drużyna                | Państwo                      | Czas                   |
| ---------------------- | ---------------------- | ---------------------------- | ---------------------- |
| 1.                     | Alpecin-Fenix          | Belgia                       | 32h 14' 44"            |
| 2.                     | Deceuninck-Quick Step  | Belgia                       | + 15"                  |
| 3.                     | AG2R La Mondiale       | Francja                      | + 1' 09"               |
| 4.                     | Lotto-Soudal           | Belgia                       | + 1' 31"               |
| 5.                     | Circus-Wanty Gobert    | Belgia                       | + 2' 12"               |
| 6.                     | Groupama-FDJ           | Francja                      | + 3' 23"               |
| 7.                     | Cofidis                | Francja                      | + 3' 34"               |
| 8.                     | EF Pro Cycling         | Stany Zjednoczone            | + 3' 49"               |
| 9.                     | Ineos Grenadiers       | Wielka Brytania              | + 4' 15"               |
| 10.                    | UAE Team Emirates      | Zjednoczone Emiraty Arabskie | + 4' 54"               |